# Riksväg 80, Sverige
Riksväg 80 (eller riks-80 i folkmun) var mellan 1962 och 2012 en riksväg i Sverige som gick mellan Gävle i Gävleborgs län och Rättvik i Dalarnas län. Den passerade bland annat genom Sandviken och Falun. Sträckan Gävle–Falun ingår nu i E16, medan Falun–Rättvik ingår i riksväg 69. Den tidigare delen ingick före 1962 i rikshuvudväg 10, medan den senare delen var länshuvudväg 294.
Riksväg 80 var värdväg för riksvägarna 56 och 68 på sträckorna Gävle–Valbo–Sandviken respektive Gävle–Storvik.